# René Fasel

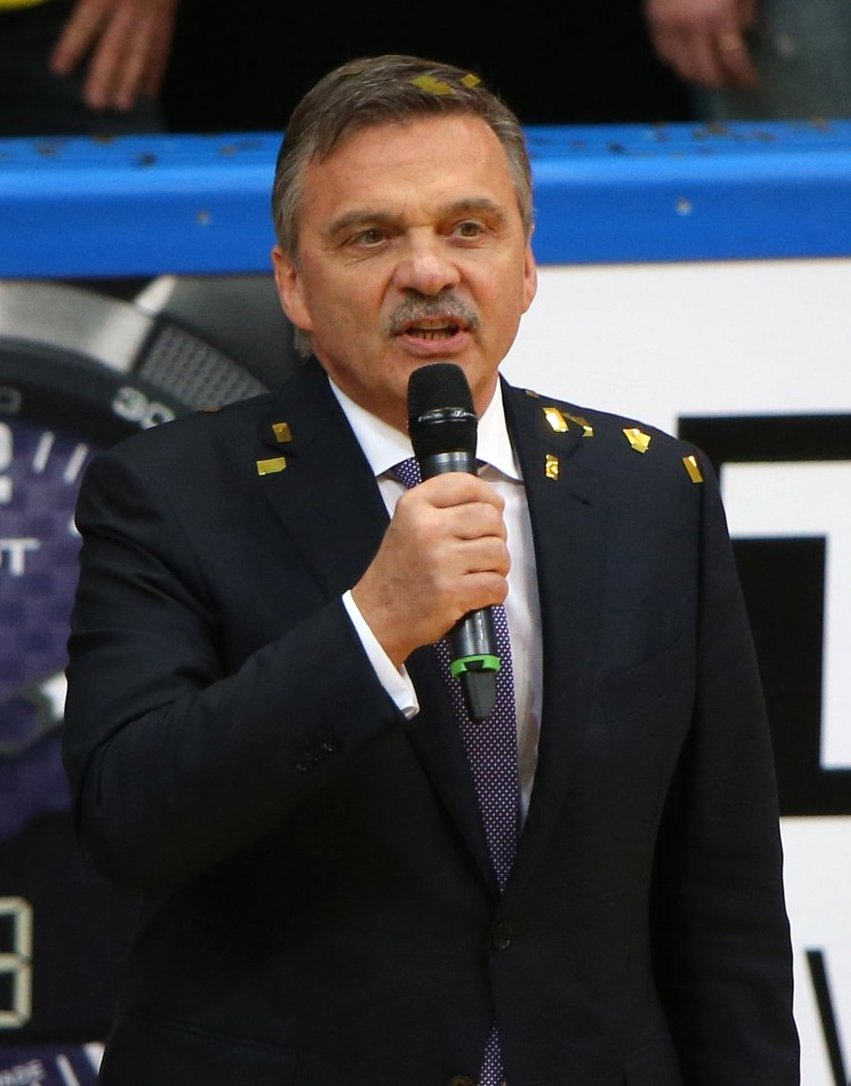
René Fasel, 2016

René Nicolas Fasel (* 6. Februar 1950 in Freiburg im Üechtland) ist ein Schweizer Eishockeyfunktionär sowie ehemaliger -schiedsrichter, der zwischen 1994 und 2021 Präsident der Internationalen Eishockey-Föderation (IIHF) und in dieser Funktion ab 1995 zusätzlich Mitglied des Internationalen Olympischen Komitees (IOC) war. Im September 2021 wurde Fasel in die IIHF Hall of Fame aufgenommen.

## Leben
Fasel wuchs in seiner Geburtsstadt Freiburg auf, mit seiner Mutter sprach er Französisch und mit seinem Vater Deutsch. Er studierte an den Universitäten Freiburg und Bern Zahnmedizin und schloss 1977 mit dem Diplom als Zahnarzt ab. Anschließend praktizierte er in seiner eigenen Praxis. In der Schweizer Armee erreichte er den Dienstgrad eines Hauptmanns.
Er ist verheiratet und hat vier Kinder.

## Karriere

### Als Spieler
Bereits mit zehn Jahren begann Fasel bei Fribourg-Gottéron Eishockey zu spielen. Bei diesem Verein spielte er von 1960 bis 1972 in den Nachwuchsmannschaften. Später wurde er zum Ehrenmitglied im HC Fribourg-Gottéron ernannt.

### Als Schiedsrichter
1972 beendete Fasel seine Spielerkarriere und agierte bis 1982 als Schiedsrichter, wobei er auch zu 37 Einsätzen in internationalen Länderspielen kam.

### Als Funktionär
Von 1982 bis 1985 war Fasel Vorsitzender der Schiedsrichter-Kommission der Schweizer Eishockeyliga, bevor er 1985 zum Präsidenten der Swiss Ice Hockey Federation gewählt wurde. 1986 begann seine internationale Funktionärskarriere mit der Mitgliedschaft im IIHF-Council und dem IIHF-Marketingkomitee sowie dem Vorsitz im IIHF-Schiedsrichterkomitee.
1992 wurde Fasel Mitglied der späteren Schweizerischen Olympischen Komitees (SOC), 1994 Präsident der Internationalen Eishockey-Föderation (IIHF) als Nachfolger von Günther Sabetzki. In dieser Funktion wurde er 1995 Mitglied des Internationalen Olympischen Komitee (IOC) und von 2002 bis 2014 Präsident der Association of International Olympic Winter Sports Federations (AIOWF). Er präsidierte die Evaluationskommission des IOC für die Olympischen Winterspiele 2010 in Vancouver. Fasel ist seit 2008 gewähltes Mitglied des IOC-Exekutivrats und wurde an den Olympischen Sommerspielen 2012 in London für eine weitere vierjährige Amtszeit bestätigt.
Im September 2012 wurde Fasel für seine fünfte Periode als IIHF-Präsident bestätigt. Es gab keine Gegenkandidaten. Im November 2018 kündigte Fasel an, am Ende seiner sechsten Amtszeit im Jahr 2020 nicht mehr als Vorsitzender des Eishockeyweltverbandes zur Verfügung zu stehen. Letztlich führte er die IIHF bis September 2021 und wurde von Luc Tardif senior abgelöst. Gleichzeitig wurde Fasel in die IIHF Hall of Fame aufgenommen.

## Kritik

### Treffen mit Aljaksandr Lukaschenka
Im Januar 2021 traf eine Delegation des IIHF um René Fasel den belarussischen Alleinherrscher Aljaksandr Lukaschenka, um eine geplante Eishockey-Weltmeisterschaft der Herren 2021 in der belarussischen Hauptstadt Minsk zu besprechen. Lukaschenka werden schwere Verbrechen gegen die Menschlichkeit vorgeworfen, weswegen das Treffen von Medien  kontrovers aufgenommen wurde.
Fasel umarmte Lukaschenka vor laufenden Kameras und posierte für ein Foto mit Dsmitryj Baskau, dem Präsidenten des Belarussischen Eishockeyverbands. Baskau wird vorgeworfen, an einer Prügelattacke auf den Demonstranten Raman Bandarenka beteiligt gewesen zu sein, der an seinen Verletzungen starb. Baskau wurde deswegen von den Olympischen Spielen ausgeschlossen. Zudem wurde ein Einreiseverbot gegen Baskau nach Lettland verhängt.
Gegenüber «10vor10» vom Schweizer Fernsehen erklärte Fasel, er habe gehofft, mit der WM in Minsk eine Annäherung zwischen der Regierung und der Opposition zu ermöglichen. Er entschuldigte sich für sein Verhalten, er habe „mit dem Feuer gespielt“ und sich „verbrannt“. An der Weltmeisterschaft in Minsk wolle er aber aufgrund vertraglicher Verpflichtungen mit dem belarussischen Eishockeyverband festhalten. In einem weiteren Interview erklärte Fasel, er wisse nicht, ob es politische Gefangene in Belarus gebe: „[Lukaschenka] sagte, es gebe keine politischen Gefangenen. Menschen seien nach den Demonstrationen nicht wegen politischen Vergehen, sondern wegen Straftaten bei den Demonstrationen nach wie vor inhaftiert.“ Nach internationalem Druck, vor allem durch den Hauptsponsor Škoda Auto, entzog der IIHF Belarus am 18. Januar 2021 die Austragung der Weltmeisterschaft.

### Nähe zu Wladimir Putin
Noch stärker in Kritik geriet Fasel infolge des russischen Überfall auf die Ukraine im Jahr 2022. Weder distanzierte er sich vom Krieg noch von Wladimir Putin und nannte den Ausschluss Russlands von der Eishockey-Weltmeisterschaft 2022 „pure Hysterie“. Im September 2021 erklärte er: „So ein Land über elf Zeitzonen und mit rund 100 Sprachen stabil zu regieren, ist ein Kunststück. Putin hat in kurzer Zeit viel erreicht – dafür bewundere ich ihn.“
Laut der russischen Nachrichtenagentur Interfax nahm Fasel nach seiner Amtszeit als IIHF-Präsident die russische Staatsbürgerschaft an und ist Mehrheitseigner der Alma Holding, an der auch der Oligarch Gennadi Timtschenko beteiligt ist.